# Трамбовка (село)
Трамбовка (каз. Трамбовка) — село в Енбекшильдерском районе Акмолинской области Казахстана. Входит в состав Ульгинского сельского округа. Код КАТО — 114547700.

## География
Село расположено возле озера Трамбовское, в западной части района, на расстоянии примерно 20 километров (по прямой) к западу от административного центра района — города Степняк, в 14 километрах к юго-западу от административного центра сельского округа — аула Ульги.
Абсолютная высота — 429 метров над уровнем моря.
Ближайшие населённые пункты: село Карловка — на востоке, село Сосновка — на западе, село Уюмшил — на юге.

## Население
В 1989 году население села составляло 198 человек (из них белорусы — 39 %, русские — 28 %, немцы — 23 %).
В 1999 году население села составляло 152 человека (70 мужчин и 82 женщины). По данным переписи 2009 года, в селе проживало 120 человек (56 мужчин и 64 женщины).
| Численность населения | Численность населения | Численность населения |
| 1989                  | 1999                  | 2009                  |
| --------------------- | --------------------- | --------------------- |
| 198                   | ↘152                  | ↘120                  |

## Улицы[5]
- ул. Лесная